# Palacete del duque de Plasencia
El Palacete del duque de Plasencia es una casa palaciega ubicada en la calle de Monte Esquinza, 48 en Madrid. Fue construido por Joaquín Saldaña y López en 1912 para el duque de Plasencia. Desde el 1 de junio de 2017 alberga la Fundación del arquitecto Norman Foster (Norman Foster Foundation). Alberga el archivo del arquitecto, cifrado en más de 74.000 documentos, incluyendo dibujos y planos, material fotográfico, maquetas, correspondencia, cuadernos de bocetos y objetos personales.

## Historia y ocupantes
El palacete se halla en el número 48 de la calle Monte Esquinza. Fue construido por Joaquín Saldaña en 1912 para el duque de Plasencia. Fue ocupado por la Embajada de Turquía y, hasta 2011, por Altae, la banca privada de Caja Madrid y posteriormente Bankia. En 2013 fue adquirido por el arquitecto inglés Norman Foster y su mujer por 9 millones de euros, para convertirse en la sede de su fundación. 
Las propuestas de reforma se toparon con la animadversión del consistorio local, primero de Ana Botella y luego de Manuela Carmena. En 2014 la Comisión de Patrimonio prohibió las obras que pretendían modificar por completo la estructura y fachada. El inmueble se encuentra protegido en grado de nivel 1 debido a encontrarse en el entorno afectado por la declaración como Bien de Interés Cultural del frontón Beti Jai en enero de 2011. Tras dejar en barbecho el proyecto durante dos años, en 2016 se llegó a un acuerdo al aprobarse un proyecto que no supuso modificación alguna estructuralmente hablando.

## Descripción
Característico hotel al gusto francés de la zona Almagro-Castellana y el barrio de Salamanca. Ocupa un chaflán sobre planta sensiblemente rectangular, dejando un jardín interior en L que se complementa con edificios anejos de garaje y portería. Por una puerta en arco adovelado que enlaza el cuerpo principal con el del portero se accede al patio de honor, en el que se encuentra el acceso principal al hotel sobre una discreta escalinata. La planta se organiza en torno a un hall central iluminado cenitalmente que se extiende a todas las plantas a modo de patio cubierto rodeado por galerías. Balaustradas, pilastras estriadas y ventanales rematados en arco de medio punto dan el tono apropiado a una vivienda de lujo de su momento.